# Оптичний дефлектор
Оптичний дефлектор (англ. Optical scanner) - пристрій, призначений для просторового керування оптичним випромінюванням і зміни по заданому закону просторового положення (напряму) оптичного пучка.  

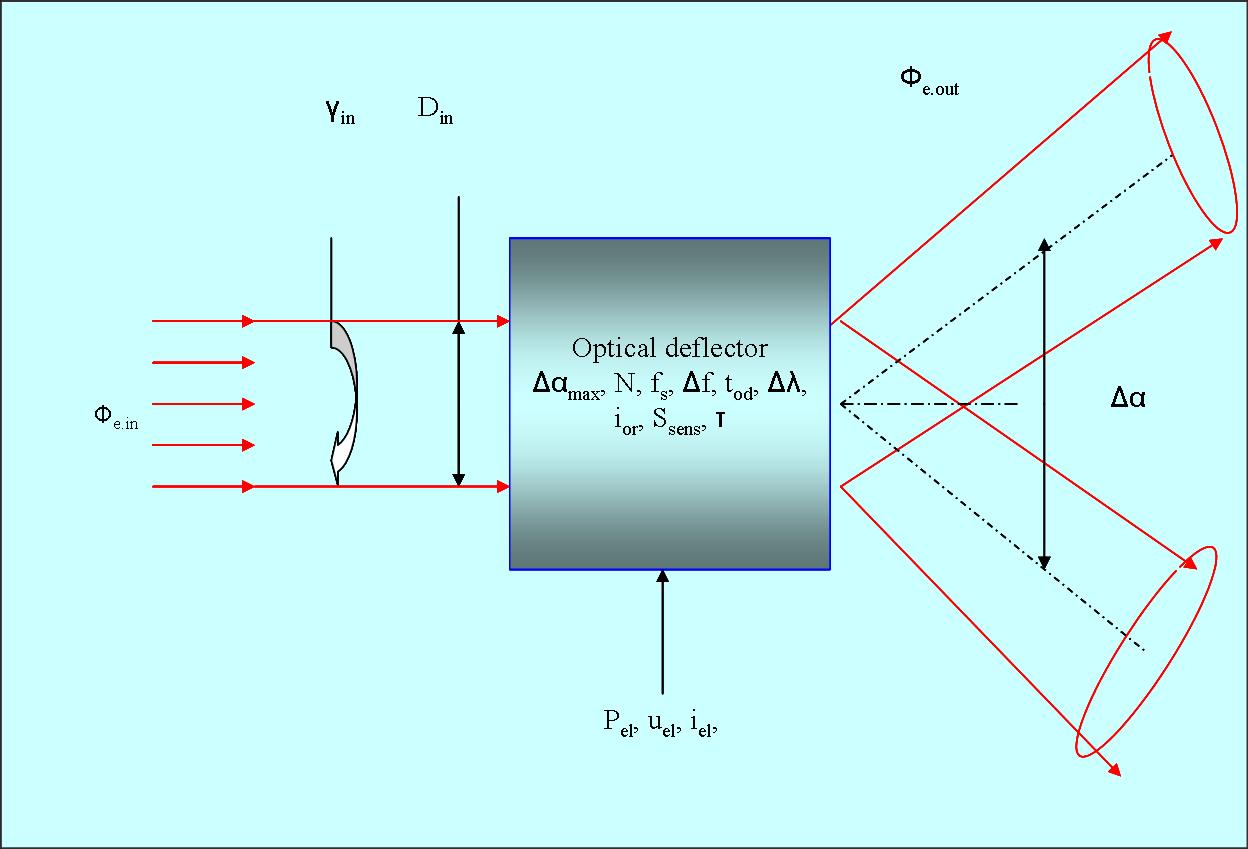
Параметри оптичного дефлектора.

## Параметри та характеристики
Параметри та характеристики оптичного дефлектора визначають можливість його використання в різних приладах та системах. Найбільш важливими параметрами та характеристиками оптичного дефлектора є: закон сканування (розгортки), амплітуда кута відхилення, розрізняюча спроможність, спотворення фронту оптичної хвилі, частота сканування (розгортки), діапазон частот сканування (розгортки), смуга пропускання, швидкодія, оптична редукція, допустима лінійна апертура оптичного скануючого пучка, допустиме розходження оптичного пучка, спектральний оптичний діапазон роботи, оптичні втрати, електричні напруга та струм, чутливість до відхилення, маса та габарити, стійкість до вібрацій, стабільність характеристик при зміні умов оточуючого середовища (температури, тиску і т.п.)
Закон сканування (розгортки) визначає характер руху світлового променю. Сканування може бути лінійним, синусоїдальним, пилоподібним, колоподібним, спіральним чи якимось іншим. 
Амплітуда кута відхилення Δαmax характеризує максимальне кутове переміщення оптичного пучка. Визначається в радіанах або кутових градусах. 
Розрізнююча спроможність N оцінюється числом різних напрямів оптичного пучка, що вкладаються в межах кута відхилення Δαmax. Для оцінки розрізнюючої спроможності звичайно використовується критерій Релея, згідно якому розходження оптичного пучка γ = ξλ/(nD), де λ - довжина хвилі випромінювання; D – діаметр оптичного пучка; n – показник заломлення оптичного середовища; ξ – коефіцієнт, що залежить від форми пучка, ξ = 1,27 для пучка з гаусовим розподілом інтенсивності, ξ = 1,22 для пучка круглої форми з рівномірним розподілом інтенсивності. Розрізнююча спроможність дефлектора при однокоординатному скануванні та відсутності спотворень, що вносяться дефлектором в апертуру оптичного пучка, визначається відношенням N = Δαmax/γ = ΔαmaxnD/(ξλ).
Аналогічно оцінюється розрізнююча спроможність фокусуючих скануючих пристроїв типу «дефлектор-об’єктив». Діаметр оптичної плями dspot уфокальній площині об’єктива з діючим отвором Dlens та фокальною відстанню f1 визначається відношенням dspot = (4/π)(λf1/nDlens) = ξλf1/(nDlens).
Довжина лінії сканування (розгортки) вираховується наступним чином: lscan = f1Δαmax. У цьому випадку розрізняюча спроможність N оптичного дефлектора визначається відношенням довжини лінії сканування lscan до діаметру оптичної  плями dspot або N = l/dspot = ΔαmaxnDlens/(ξλ).
Розрізнююча спроможність N є більш важливим параметром, ніж кут відхилення Δα. Так кут відхилення може бути збільшений використанням відповідної оптичної системи, а розрізнююча спроможність при цьому залишається незмінною або, у гіршому випадку, зменшується, так як вираз ΔαD = ξλN залишається незмінним. Певного значення розрізнюючої спроможності можна досягти двома шляхами: відхиленням на малі кути світлових пучків великої лінійної апертури D та відхиленням на великі кути пучків малої апертури. 
Спотворення фронту оптичного пучка можна оцінити кутом спотворення ψa.d та коефіцієнтом лінійного спотворення  βld. 
Кут спотворення ψa.d визначає міру збільшення або зменшення кутового розходження оптичного пучка після проходження його крізь оптичний дефлектор: ψa.d = γout – γin, де γin та γout  – кутове розходження оптичного пучка на вході та виході оптичного дефлектора. 
Коефіцієнт лінійного спотворення βld визначає зміну лінійних розмірів оптичного пучка при його відхиленні. Якщо оптичний пучок на вході в оптичний дефлектор має круглу форму поперечного перетину, то коефіцієнт лінійного спотворення оцінює утворену еліптичність: βld = [(D11out - D1out)/D1out]x100, де D11out та D1out – лінійні розміри поперечного перетину оптичного пучка на виході оптичного дефлектора у двох взаємоперпендикулярних напрямах. Кутові та лінійні спотворення оптичного пучка зменшують розрізнюючу спроможність оптичного дефлектора. 
Частота сканування (розгортки) fs, визначає число періодів  коливань оптичного пучка при його просторовому переміщенні за одну секунду. Частина дефлекторів працює тільки на одній фіксованій частоті, інша частина – в діапазоні частот fs1 - fs2. Діапазон частот сканування є одним з найважливіших параметрів оптичного дефлектора. 
Смуга пропускання Δf характеризує якість оптичного дефлектора та оцінюється добутком частоти сканування на розрізнюючу спроможність. Якщо показник заломлення оточуючого середовища дорівнює 1, то Δf = Nfs = ΔαmaxfsD/(ξλ).
Швидкодія оптичного дефлектора tod визначає швидкість просторового переміщення оптичного променю при його переході з одного елемента розрізнення на сусідній. Для неперервних дефлекторів tod = 1/Δf = 1/ Nfs. 
Оптична редукція ior оцінює міру невідповідності кутів відхилення оптичного дефлектора α та оптичного променю Δα: ior = Δα/α. 
Допустима лінійна апертура Din та допустиме кутове розходження γin визначають допустимі значення названих параметрів, при яких забезпечується нормальна робота оптичного дефлектора. Допустима лінійна апертура Din визначає максимальні значення розрізнюючої спроможності, смуги пропускання та швидкодії скануючих пристроїв.
Спектральний оптичний діапазон випромінювань Δλ характеризує діапазон довжини хвилі, в якому може працювати оптичний дефлектор.
Оптичні втрати визначаються коефіцієнтом пропускання τ потоку оптичного випромінювання: τ = Фe.out/Фe.in= Ie.out/Ie.in, де Фe.in та Фe.out – потоки випромінювання на вході та виході дефлектора, Ie.in та Ie.out – густина потоку випромінювання на вході та виході оптичного дефлектора. 
Деякі матеріали, що можуть бути використані в скануючих пристроях, оцінюються оптичною густиною Ddens. Оптична густина матеріалу, що віднесена до шару матеріалу товщиною в , зветься коефіцієнтом поглинання K. Під оптичною густиною розуміють логарифм відношення густини вхідного потоку до густини вихідного потоку: Ddens = lg(1/τ) = lg(Ie.in/Ie.out). Коефіцієнт пропускання, оптична густина та коефіцієнт поглинання залежать від довжини хвилі λ оптичного випромінювання. 
Електричні напруга uel.max та струм iel.max визначають електричні параметри оптичного дефлектора, при яких досягаються максимальні значення амплітуди кута відхилення або розрізнюючої спроможності. 
Чутливість по відхиленню Ssens характеризує величину кута відхилення оптичного пучка або кількість елементів розрізнення при керуючій дії певної величини. Якщо дефлектор керується електричною напругою, то чутливість по відхиленню S визначається співвідношенням Ssens = Δα/uel або Ssens = N/uel. Для більш повного опису параметрів оптичного дефлектора та оцінки можливості використання їх в певних системах для кожного зразка необхідно визначити його частотну, амплітудну та вольт-амперну характеристики. 
Частотна характеристика визначає залежність розрізнюючої спроможності N або амплітуди кута відхилення Δα від частоти f керуючої електричної напруги N = f(f) та Δα = f(f). На основі цієї характеристики може бути вибрана робоча частота рядкової розгортки flin або діапазон робочих частот fs1 - fs2. 
Амплітудна характеристика визначає залежність розрізнюючої спроможності N або амплітуди кута відхилення Δα від електричної потужності Pel, електричної напруги uel або сили електричного струму iel: N = f(Pel);  Δα = f(Pel); N = f(uel);  Δα = f(uel); N = f(iel);  Δα = f(iel). При частотному керуванні амплітудна характеристика визначає залежність амплітуди кута відхилення або розрізнюючої спроможності від частоти керуючого сигналу. 
Вольт-амперна характеристика визначає залежність величини електричного струму, що споживається оптичним дефлектором, від електричної напруги: iel = f(uel). Ця характеристика дозволяє визначити вхідний електричний опір оптичного дефлектора. 

## Класифікація оптичних дефлекторів
За видом взаємодії оптичного випромінювання з активним середовищем:
- відбиваючі дефлектори
- заломлюючі (рефракційні) дефлектори
- дифракційні дефлектори
- двопроменезаломлюючі дефлектори
- поляризаційні дефлектори

За фізичними принципами, що лежать в основі роботи:
- оптико-механічні (ОМ) дефлектори
- оптико-механічні голографічні (ОМГ) дефлектори
- магнітоелектричні (МЕ) дефлектори
- п’єзоелектричні (ПЕ) дефлектори
- магнітострикційні (МС) дефлектори
- магнітооптичні (МО) дефлектори
- акустооптичні (АО) дефлектори
- електрооптичні (ЕО) дефлектори.

За характером відхилення променю:
- неперервні (плавні) дефлектори
- дискретні дефлектори

За просторовим переміщенням променю
- однокоординатні дефлектори
- двохкоординатні дефлектори
- трьохкоординатні дефлектори

За часом перемикання:
- інерційні дефлектори
- малоінерційні дефлектори

За можливістю фокусування оптичних променів
- фокусуючі дефлектори
- нефокусуючі дефлектори

## Застосування оптичних дефлекторів

### Сонячна енергетика
Робота елементів та систем геліоенергетики пов'язана з перерозподілом у просторі та часі та перетворенням енергії сонячного випромінювання, кінцевим результатом яких є ефективне отримання електричної та теплової енергії, придатної для використання споживачами. Енергоефективність сонячного обладнання в значній мірі визначається досконалістю технологій модуляції, просторового керування та спектрального перетворення оптичних променів на етапах збирання та сприйняття сонячного випромінювання.   Найбільш відомими конструкціями оптичних дефлекторів, що використовуються сьогодні в геліоенергетиці, є геліостати сонячних систем слідкування за Сонцем на основі плоских або профільованих дзеркал з метою збирання максимальної кількості сонячних променів протягом доби та спрямування цих променів на активні фотоелектричні (ФЕ) елементи (концентраторні фотоелектричні системи), чи на активні теплопоглинаючі середовища (термальні системи баштового типу, тарілкоподібні сонячні системи та параболоїдно-циліндричні системи). Ці спрощені оптичні системи не є в повній мірі досконалими. При стиканні з оптичним випромінюванням вони спотворюють хвильовий фронт і, таким чином, можуть негативно впливати на інтерференційну картину сфокусованого сонячного випромінювання і зменшувати ефективний світловий потік, що взаємодіє з речовиною фотоелектричного приймача чи теплопоглинаючого середовища. Можливості керуванням оптичним випромінюванням в елементах та системах сонячної енергетики розширюються модернізацією цього та адаптацією багатьох інших принципів, на яких базується робота оптичних дефлекторів.  